# Condylospora flexuosa
Condylospora flexuosa är en svampart som beskrevs av Nawawi & Kuthub. 1988. Condylospora flexuosa ingår i släktet Condylospora, divisionen sporsäcksvampar och riket svampar.   Inga underarter finns listade i Catalogue of Life.